# Pályavasút
A pályavasút vagy pályavasúti társaság olyan vasúti társaság, amely a vasút infrastruktúrájának, vagyis a vasúti pályák és kapcsolódó pályatartozékok, a vasútállomások és pályaudvarok, a vasúti járművek kiszolgálását végző létesítmények üzemeltetésével és fejlesztésével foglalkozik. A vasút mint kötöttpályás közlekedés sajátos forgalmi kötöttségei miatt a pályavasúti feladatok közé tartozik a vasúti járművek, illetve a vonatok forgalmának a szervezése is. A pályavasúti szolgáltatások egy adott országban vagy régióban természetes monopóliumot alkotnak. A vasúti áruszállítás és a jelentős népsűrűséggel rendelkező területeken a vasúti személyszállítás viszont nem természetes monopólium. Az Európai Unió vasútpolitikája a pályavasúti monopóliummal való visszaélés lehetőségének elkerülése végett a pályavasúti szolgáltatók számára megtiltja a vasúti áru- és személyszállítást.
A pályavasúti szolgáltatások az Európai Unióban közvetlen, a határköltség-számításon alapuló árszabályozás alá esnek.
Európában akkor kínálhat egy vasúttársaság egyszerre pályavasúti és szállítási szolgáltatásokat, ha azokat önálló mérleggel rendelkező, számviteli szempontból elválasztott üzleti egységek kínálják. Magyarországon a pályavasúti szolgáltatásokat a MÁV és a Győr-Sopron-Ebenfurti Vasút esetében a Pályavasúti Üzletágak nyújtják. A legjelentősebb önálló pályavasúti társaságok Európában a brit Network Rail és a német DB Netz. Európán kívül az integrált vasúttársaságok a jellemzőek, vagyis a pályavasúti társaság az Európai Unió tagállamaiban jellemző vasúttársasági forma. Az európai pályavasúti társaságok egy kivétellel állami tulajdonban vannak.

## Pályavasutak Európában
- Belgium: Infrabel
- Csehország: Správa železniční dopravní cesty
- Dánia: Banedanmark
- Finnország: Ratahallintokeskus (RHK)
- Franciaország: Réseau Ferré de France (RFF)
- Hollandia: ProRail
- Lengyelország: PKP Polskie Linie Kolejowe
- Luxemburg: Railinfralu
- Nagy-Britannia: Network Rail
- Magyarország: MÁV, GYSEV
- Németország: DB Netz (a Deutsche Bahn holding tagja)
- Norvégia: Jernbaneverket (JBV)
- Olaszország: Rete ferroviaria Italiana (RFI) (a Ferrovie dello Stato holding tagja)
- Portugália: Rede ferroviaria nacional (Refer)
- Spanyolország: Gestor de infraestructuras ferroviarias (GIF)
- Szlovákia: Železnice Slovenskej republiky
- Szlovénia: Agencija Zelezniski Promet (AZP)
- Svédország: Trafikverket